# Dwars door Vlaanderen for kvinder 2021
Dwars door Vlaanderen for kvinder 2021 var den 9. udgave af det belgiske cykelløb Dwars door Vlaanderen for kvinder. Det 122 km lange linjeløb blev kørt den 31. marts 2021 med start og mål i Waregem i Vestflandern. Løbet var en del af den internationale UCI-kalender for damer 2021. Den oprindelige 9. udgave blev i 2020 aflyst på grund af coronaviruspandemien.

## Resultat
| \| Samlede stilling \| Samlede stilling \| Samlede stilling \| Samlede stilling \| Samlede stilling \| \| Rytter \| Rytter \| Hold \| Tid \| \| \| ---------------- \| -------------------- \| ---------------------------------- \| ---------------- \| ---------------- \| \| 1. \| Annemiek van Vleuten \| Movistar Team \| 3t 04' 04" \| \| \| 2. \| Katarzyna Niewiadoma \| Canyon-SRAM Racing \| + 0" \| \| \| 3. \| Alexis Ryan \| Canyon-SRAM Racing \| + 19" \| \| \| 4. \| Vittoria Guazzini \| Valcar-Travel & Service \| + 19" \| \| \| 5. \| Alison Jackson \| Liv Racing \| + 19" \| \| \| 6. \| Grace Brown \| Team BikeExchange \| + 19" \| \| \| 7. \| Floortje Mackaij \| Team DSM \| + 19" \| \| \| 8. \| Eugenia Bujak \| Alé BTC Ljubljana \| + 19" \| \| \| 9. \| Ellen van Dijk \| Trek-Segafredo \| + 19" \| \| \| 10. \| Stine Borgli \| FDJ-Nouvelle Aquitaine-Futuroscope \| + 19" \| \| |                      |                                    |            |
| |                      |                                    |            |
| Kilder: ProCyclingStats Cycling Quotient |                      |                                    |            |
| Samlede stilling |                      |                                    |            |
| Rytter | Rytter               | Hold                               | Tid        |
| 1. | Annemiek van Vleuten | Movistar Team                      | 3t 04' 04" |
| 2. | Katarzyna Niewiadoma | Canyon-SRAM Racing                 | + 0"       |
| 3. | Alexis Ryan          | Canyon-SRAM Racing                 | + 19"      |
| 4. | Vittoria Guazzini    | Valcar-Travel & Service            | + 19"      |
| 5. | Alison Jackson       | Liv Racing                         | + 19"      |
| 6. | Grace Brown          | Team BikeExchange                  | + 19"      |
| 7. | Floortje Mackaij     | Team DSM                           | + 19"      |
| 8. | Eugenia Bujak        | Alé BTC Ljubljana                  | + 19"      |
| 9. | Ellen van Dijk       | Trek-Segafredo                     | + 19"      |
| 10. | Stine Borgli         | FDJ-Nouvelle Aquitaine-Futuroscope | + 19"      |

## Hold og ryttere
| UCI Women's WorldTeams (8)- Alé BTC Ljubljana - Team BikeExchange - Canyon-SRAM Racing - Team DSM - FDJ-Nouvelle Aquitaine-Futuroscope - Liv Racing - Movistar Team - Trek-Segafredo UCI Women's Kontinentalhold (19)- A.R. Monex - Arkéa Pro Cycling Team - Bingoal Casino-Chevalmeire - Bizkaia-Durango - Hitec Products - Doltcini-Van Eyck Sport-Proximus - Drops-Le col - Jumbo-Visma - Lotto Soudal Ladies - Lviv Cycling Team - Massi Tactic - Multum Accountants - NXTG Racing - Parkhotel Valkenburg - Plantur-Pura - Rupelcleaning-Champion lubricants - Stade Rochelais Charente-Maritime Women Cycling - Team Tibco-Silicon Valley Bank - Valcar-Travel & Service |
| |

### Danske ryttere
| Danske ryttere på startlisten |                    |                  |           |
| Rygnummer                     | Rytter             | Hold             | Placering |
| 83                            | Pernille Mathiesen | Team Jumbo-Visma | DNF       |

* DNF = gennemførte ikke

### Startliste
| Trek-Segafredo TFS | Trek-Segafredo TFS                    | Trek-Segafredo TFS |
| ------------------ | ------------------------------------- | ------------------ |
| Nr.                | Rytter                                | Placering          |
| 1                  | Ellen van Dijk (NED)                  | 9.                 |
| 2                  | Lucinda Brand (NED)                   | 50.                |
| 3                  | Audrey Cordon-Ragot (FRA) (landevej)  | 22.                |
| 4                  | Lizzie Deignan (GBR)                  | 21.                |
| 5                  | Elisa Longo Borghini (ITA) (landevej) | 30.                |
| 6                  | Ruth Winder (USA)                     | 49.                |

| Team DSM DSM | Team DSM DSM           | Team DSM DSM |
| ------------ | ---------------------- | ------------ |
| Nr.          | Rytter                 | Placering    |
| 11           | Lorena Wiebes (NED)    | DNF          |
| 12           | Juliette Labous (FRA)  | 16.          |
| 13           | Liane Lippert (GER)    | 20.          |
| 14           | Floortje Mackaij (NED) | 7.           |
| 15           | Georgi Pfeiffer (GBR)  | 53.          |
| 16           | Julia Soek (NED)       | 106.         |

| Team BikeExchange BEX | Team BikeExchange BEX      | Team BikeExchange BEX |
| --------------------- | -------------------------- | --------------------- |
| Nr.                   | Rytter                     | Placering             |
| 21                    | Grace Brown (AUS)          | 6.                    |
| 22                    | Teniel Campbell (TTO)      | 82.                   |
| 23                    | Arianna Fidanza (ITA)      | 43.                   |
| 24                    | Sarah Roy (AUS) (landevej) | 24.                   |
| 25                    | Moniek Tenniglo (NED)      | 48.                   |
| 26                    | Urška Žigart (SLO)         | 104.                  |

| Movistar Team MOV | Movistar Team MOV                     | Movistar Team MOV |
| ----------------- | ------------------------------------- | ----------------- |
| Nr.               | Rytter                                | Placering         |
| 31                | Annemiek van Vleuten (NED) (landevej) | 1.                |
| 32                | Barbara Guarischi (ITA)               | 102.              |
| 33                | Aude Biannic (FRA)                    | 105.              |
| 34                | Alicia González Blanco (ESP)          | DNF               |
| 35                | Gloria Rodríguez (ESP)                | DNF               |
| 36                | Leah Thomas (USA)                     | 14.               |

| Liv Racing LIV | Liv Racing LIV        | Liv Racing LIV |
| -------------- | --------------------- | -------------- |
| Nr.            | Rytter                | Placering      |
| 41             | Valerie Demey (BEL)   | 46.            |
| 42             | Alison Jackson (CAN)  | 5.             |
| 43             | Jeanne Korevaar (NED) | 19.            |
| 44             | Evy Kuijpers (NED)    | 103.           |
| 45             | Soraya Paladin (ITA)  | 18.            |
| 46             | Marta Jaskulska (POL) | 34.            |

| Canyon-SRAM Racing CSR | Canyon-SRAM Racing CSR         | Canyon-SRAM Racing CSR |
| ---------------------- | ------------------------------ | ---------------------- |
| Nr.                    | Rytter                         | Placering              |
| 51                     | Neve Bradbury (AUS)            | 86.                    |
| 52                     | Alice Barnes (GBR)             | 54.                    |
| 53                     | Katarzyna Niewiadoma (POL)     | 2.                     |
| 54                     | Elise Chabbey (SUI) (landevej) | 38.                    |
| 55                     | Ella Harris (NZL)              | DNF                    |
| 56                     | Alexis Ryan (USA)              | 3.                     |

| Alé BTC Ljubljana ALE | Alé BTC Ljubljana ALE   | Alé BTC Ljubljana ALE |
| --------------------- | ----------------------- | --------------------- |
| Nr.                   | Rytter                  | Placering             |
| 61                    | Marta Bastianelli (ITA) | 32.                   |
| 62                    | Maaike Boogaard (NED)   | 44.                   |
| 63                    | Eugenia Bujak (SLO)     | 8.                    |
| 64                    | Tatiana Guderzo (ITA)   | 108.                  |
| 66                    | Sophie Wright (GBR)     | DNF                   |

| FDJ-Nouvelle Aquitaine-Futuroscope FDJ | FDJ-Nouvelle Aquitaine-Futuroscope FDJ | FDJ-Nouvelle Aquitaine-Futuroscope FDJ |
| -------------------------------------- | -------------------------------------- | -------------------------------------- |
| Nr.                                    | Rytter                                 | Placering                              |
| 71                                     | Stine Borgli (NOR)                     | 10.                                    |
| 72                                     | Brodie Chapman (AUS)                   | 73.                                    |
| 73                                     | Clara Copponi (FRA)                    | 31.                                    |
| 74                                     | Victorie Guilman (FRA)                 | 89.                                    |
| 75                                     | Marie Le Net (FRA)                     | 74.                                    |
| 76                                     | Évita Muzic (FRA)                      | 17.                                    |

| Jumbo-Visma Women Team TJV | Jumbo-Visma Women Team TJV | Jumbo-Visma Women Team TJV |
| -------------------------- | -------------------------- | -------------------------- |
| Nr.                        | Rytter                     | Placering                  |
| 81                         | Teuntje Beekhuis (NED)     | 36.                        |
| 82                         | Anouska Koster (NED)       | 26.                        |
| 83                         | Pernille Mathiesen (DEN)   | DNF                        |
| 85                         | Karlijn Swinkels (NED)     | 27.                        |
| 86                         | Julie Van de Velde (BEL)   | 29.                        |

| Plantur-Pura PLP | Plantur-Pura PLP           | Plantur-Pura PLP |
| ---------------- | -------------------------- | ---------------- |
| Nr.              | Rytter                     | Placering        |
| 91               | Yara Kastelijn (NED)       | 15.              |
| 92               | Aniek van Alphen (NED)     | 69.              |
| 93               | Sanne Cant (BEL)           | 25.              |
| 94               | Julie de Wilde (BEL)       | 96.              |
| 95               | Marthe Truyen (BEL)        | DNF              |
| 96               | Inge van der Heijden (NED) | 42.              |

| Doltcini-Van Eyck-Proximus DVE | Doltcini-Van Eyck-Proximus DVE | Doltcini-Van Eyck-Proximus DVE |
| ------------------------------ | ------------------------------ | ------------------------------ |
| Nr.                            | Rytter                         | Placering                      |
| 101                            | Marieke de Groot (NED)         | DNF                            |
| 102                            | Amber Aernouts (NED)           | DNF                            |
| 103                            | Victoire Berteau (FRA)         | DNF                            |
| 104                            | Nicole Steigenga (NED)         | 79.                            |
| 105                            | Jade Lenaers (BEL)             | DNF                            |
| 106                            | Fien Van Eynde (BEL)           | 93.                            |

| Lotto Soudal Ladies LSL | Lotto Soudal Ladies LSL  | Lotto Soudal Ladies LSL |
| ----------------------- | ------------------------ | ----------------------- |
| Nr.                     | Rytter                   | Placering               |
| 111                     | Anna Plichta (POL)       | 99.                     |
| 112                     | Elise vander Sande (BEL) | 76.                     |
| 113                     | Lone Meertens (BEL)      | DNF                     |
| 114                     | Hanna Nilsson (SWE)      | 12.                     |
| 115                     | Abby-Mae Parkinson (GBR) | 84.                     |

| Arkéa Pro Cycling Team ARK | Arkéa Pro Cycling Team ARK    | Arkéa Pro Cycling Team ARK |
| -------------------------- | ----------------------------- | -------------------------- |
| Nr.                        | Rytter                        | Placering                  |
| 121                        | Pauline Allin (FRA)           | DNF                        |
| 122                        | Charlotte Becker (GER)        | 88.                        |
| 123                        | Léa Curinier (FRA)            | 87.                        |
| 124                        | Sandra Levenez (FRA)          | 107.                       |
| 125                        | Amandine Fouquenet (FRA)      | 65.                        |
| 126                        | Marie-Morgane Le Deunff (FRA) | DNF                        |

| Bingoal-Chevalmeire CCT | Bingoal-Chevalmeire CCT   | Bingoal-Chevalmeire CCT |
| ----------------------- | ------------------------- | ----------------------- |
| Nr.                     | Rytter                    | Placering               |
| 141                     | Claudia Jongerius (NED)   | DNF                     |
| 142                     | Caren Commissaris (NED)   | DNF                     |
| 143                     | Justine Ghekiere (BEL)    | DNF                     |
| 144                     | Demmy Druyts (BEL)        | DNF                     |
| 145                     | Kelly Van den Steen (BEL) | 80.                     |
| 146                     | Thalita de Jong (NED)     | 13.                     |

| Parkhotel Valkenburg PHV | Parkhotel Valkenburg PHV  | Parkhotel Valkenburg PHV |
| ------------------------ | ------------------------- | ------------------------ |
| Nr.                      | Rytter                    | Placering                |
| 151                      | Leonie Bos (NED)          | DNF                      |
| 152                      | Lieke Nooijen (NED)       | 70.                      |
| 153                      | Pien Limpens (NED)        | 66.                      |
| 154                      | Femke Markus (NED)        | 56.                      |
| 155                      | Julia Van Bokhoven (NED)  | 45.                      |
| 156                      | Kirstie van Haaften (NED) | DNF                      |

| Tibco-Silicon Valley Bank TIB | Tibco-Silicon Valley Bank TIB | Tibco-Silicon Valley Bank TIB |
| ----------------------------- | ----------------------------- | ----------------------------- |
| Nr.                           | Rytter                        | Placering                     |
| 161                           | Eva Buurman (NED)             | 37.                           |
| 162                           | Kristen Faulkner (USA)        | 51.                           |
| 163                           | Sarah Gigante (AUS)           | 11.                           |
| 164                           | Nina Kessler (NED)            | 55.                           |
| 165                           | Tanja Erath (GER)             | 85.                           |
| 166                           | Eri Yonamine (JPN)            | 52.                           |

| Valcar-Travel & Service VAL | Valcar-Travel & Service VAL | Valcar-Travel & Service VAL |
| --------------------------- | --------------------------- | --------------------------- |
| Nr.                         | Rytter                      | Placering                   |
| 171                         | Elena Pirrone (ITA)         | DNF                         |
| 172                         | Vittoria Guazzini (ITA)     | 4.                          |
| 173                         | Silvia Persico (ITA)        | 71.                         |
| 174                         | Silvia Pollicini (ITA)      | DNF                         |
| 175                         | Martina Alzini (ITA)        | DNF                         |
| 176                         | Margaux Vigie (FRA)         | DNF                         |

| A.R. Monex Women's ASA | A.R. Monex Women's ASA        | A.R. Monex Women's ASA |
| ---------------------- | ----------------------------- | ---------------------- |
| Nr.                    | Rytter                        | Placering              |
| 181                    | Katia Ragusa (ITA)            | 60.                    |
| 182                    | Marija Novolodskaja (RUS)     | 28.                    |
| 183                    | Lizbeth Salazar (MEX)         | 35.                    |
| 184                    | Jade Teolis (FRA)             | DNF                    |
| 185                    | Maria Vittoria Sperotto (ITA) | 57.                    |
| 186                    | Mariia Miliaeva (RUS)         | DNF                    |

| Massi Tactic MAT | Massi Tactic MAT                      | Massi Tactic MAT |
| ---------------- | ------------------------------------- | ---------------- |
| Nr.              | Rytter                                | Placering        |
| 191              | Agua Marina Espinola (PAR) (landevej) | DNF              |
| 192              | Mireia Benito (ESP)                   | 64.              |
| 193              | Maaike Coljé (NED)                    | 75.              |
| 194              | Mireia Trias (ESP)                    | DNF              |
| 195              | Vita Heine (NOR)                      | 90.              |
| 196              | Špela Kern (SLO)                      | 41.              |

| Coop-Hitec Products HPU | Coop-Hitec Products HPU  | Coop-Hitec Products HPU |
| ----------------------- | ------------------------ | ----------------------- |
| Nr.                     | Rytter                   | Placering               |
| 201                     | Caroline Andersson (SWE) | DNF                     |
| 202                     | Mieke Kröger (GER)       | DNF                     |
| 203                     | Amalie Lutro (NOR)       | 68.                     |
| 204                     | Ann Helen Olsen (NOR)    | DNF                     |
| 205                     | Ingvild Gåskjenn (NOR)   | 58.                     |
| 206                     | Anne Dorthe Ysland (NOR) | DNF                     |

| Drops-Le Col DRP | Drops-Le Col DRP        | Drops-Le Col DRP |
| ---------------- | ----------------------- | ---------------- |
| Nr.              | Rytter                  | Placering        |
| 211              | María Martins (POR)     | DNF              |
| 212              | Dani Christmas (GBR)    | 62.              |
| 213              | Alice Towers (GBR)      | 94.              |
| 214              | Sara Penton (SWE)       | 40.              |
| 215              | Elise Marie Olsen (NOR) | DNF              |
| 216              | April Tacey (GBR)       | 81.              |

| Lviv Cycling Team LCW | Lviv Cycling Team LCW         | Lviv Cycling Team LCW |
| --------------------- | ----------------------------- | --------------------- |
| Nr.                   | Rytter                        | Placering             |
| 221                   | Lauren Creamer (IRL)          | DNF                   |
| 222                   | Naomi de Roeck (BEL)          | 61.                   |
| 223                   | Anna Nahirna (UKR) (landevej) | DNF                   |
| 224                   | Bronwyn Macgregor (NZL)       | 100.                  |
| 225                   | Olena Sharha (UKR)            | 97.                   |
| 226                   | Hanna Solovej (UKR)           | 59.                   |

| Multum Accountants MUL | Multum Accountants MUL  | Multum Accountants MUL |
| ---------------------- | ----------------------- | ---------------------- |
| Nr.                    | Rytter                  | Placering              |
| 231                    | Anna Badegruber (AUT)   | DNF                    |
| 232                    | Marijke de Smedt (BEL)  | DNF                    |
| 233                    | Fien Delbaere (BEL)     | 78.                    |
| 234                    | Ann-Sophie Duyck (BEL)  | 67.                    |
| 235                    | Céline van Houtum (NED) | 77.                    |
| 236                    | Kylie Waterreus (NED)   | 63.                    |

| Aromitalia-Basso Bikes-Vaiano VAI | Aromitalia-Basso Bikes-Vaiano VAI | Aromitalia-Basso Bikes-Vaiano VAI |
| --------------------------------- | --------------------------------- | --------------------------------- |
| Nr.                               | Rytter                            | Placering                         |
| 241                               | Olivija Baleišytė (LTU)           | DNF                               |
| 242                               | Giada Borghesi (ITA)              | DNF                               |
| 243                               | Letizia Borghesi (ITA)            | 91.                               |
| 244                               | Inga Čilvinaitė (LTU)             | 92.                               |
| 245                               | Rasa Leleivytė (LTU)              | 33.                               |
| 246                               | Gemma Sernissi (ITA)              | DNF                               |

| NXTG Racing NXG | NXTG Racing NXG            | NXTG Racing NXG |
| --------------- | -------------------------- | --------------- |
| Nr.             | Rytter                     | Placering       |
| 251             | Cathalijne Hoolwerf (NED)  | DNF             |
| 252             | Rozemarijn Ammerlaan (NED) | DNF             |
| 253             | Julia Borgström (SWE)      | DNF             |
| 254             | Ilse Pluimers (NED)        | 95.             |
| 255             | Amelia Sharpe (GBR)        | 72.             |
| 256             | Catalina Soto (CHI)        | DNF             |

| Rupelcleaning-Champion lubricants RUP | Rupelcleaning-Champion lubricants RUP | Rupelcleaning-Champion lubricants RUP |
| ------------------------------------- | ------------------------------------- | ------------------------------------- |
| Nr.                                   | Rytter                                | Placering                             |
| 261                                   | Svenja Betz (GER)                     | 98.                                   |
| 262                                   | Mia Griffin (IRL)                     | DNF                                   |
| 263                                   | Antonia Gröndahl (FIN)                | 101.                                  |
| 264                                   | Isabelle Beckers (BEL)                | DNF                                   |
| 265                                   | Alice Sharpe (IRL)                    | 83.                                   |
| 266                                   | Sara Van de Vel (BEL)                 | 47.                                   |

| Stade Rochelais Charente-Maritime CMW | Stade Rochelais Charente-Maritime CMW | Stade Rochelais Charente-Maritime CMW |
| ------------------------------------- | ------------------------------------- | ------------------------------------- |
| Nr.                                   | Rytter                                | Placering                             |
| 271                                   | Noémie Abgrall (FRA)                  | DNF                                   |
| 272                                   | Coralie Demay (FRA)                   | DNF                                   |
| 273                                   | India Grangier (FRA)                  | 39.                                   |
| 274                                   | Elodie Le Bail (FRA)                  | DNF                                   |
| 275                                   | Maëva Squiban (FRA)                   | DNF                                   |
| 276                                   | Noemi Rüegg (SUI)                     | 23.                                   |

| Bizkaia-Durango BDP | Bizkaia-Durango BDP        | Bizkaia-Durango BDP |
| ------------------- | -------------------------- | ------------------- |
| Nr.                 | Rytter                     | Placering           |
| 281                 | Sandra Alonso (ESP)        | DNF                 |
| 282                 | Yurani Blanco Calbet (ESP) | DNF                 |
| 283                 | Daniela Campos (POR)       | DNF                 |
| 284                 | Emilie Fortin (CAN)        | DNF                 |
| 285                 | Nadine Gill (GER)          | DNF                 |
| 286                 | Elizabeth Holden (GBR)     | DNF                 |

| Trek-Segafredo TFS | Trek-Segafredo TFS                    | Trek-Segafredo TFS |
| ------------------ | ------------------------------------- | ------------------ |
| Nr.                | Rytter                                | Placering          |
| 1                  | Ellen van Dijk (NED)                  | 9.                 |
| 2                  | Lucinda Brand (NED)                   | 50.                |
| 3                  | Audrey Cordon-Ragot (FRA) (landevej)  | 22.                |
| 4                  | Lizzie Deignan (GBR)                  | 21.                |
| 5                  | Elisa Longo Borghini (ITA) (landevej) | 30.                |
| 6                  | Ruth Winder (USA)                     | 49.                |

| Team DSM DSM | Team DSM DSM           | Team DSM DSM |
| ------------ | ---------------------- | ------------ |
| Nr.          | Rytter                 | Placering    |
| 11           | Lorena Wiebes (NED)    | DNF          |
| 12           | Juliette Labous (FRA)  | 16.          |
| 13           | Liane Lippert (GER)    | 20.          |
| 14           | Floortje Mackaij (NED) | 7.           |
| 15           | Georgi Pfeiffer (GBR)  | 53.          |
| 16           | Julia Soek (NED)       | 106.         |

| Team BikeExchange BEX | Team BikeExchange BEX      | Team BikeExchange BEX |
| --------------------- | -------------------------- | --------------------- |
| Nr.                   | Rytter                     | Placering             |
| 21                    | Grace Brown (AUS)          | 6.                    |
| 22                    | Teniel Campbell (TTO)      | 82.                   |
| 23                    | Arianna Fidanza (ITA)      | 43.                   |
| 24                    | Sarah Roy (AUS) (landevej) | 24.                   |
| 25                    | Moniek Tenniglo (NED)      | 48.                   |
| 26                    | Urška Žigart (SLO)         | 104.                  |

| Movistar Team MOV | Movistar Team MOV                     | Movistar Team MOV |
| ----------------- | ------------------------------------- | ----------------- |
| Nr.               | Rytter                                | Placering         |
| 31                | Annemiek van Vleuten (NED) (landevej) | 1.                |
| 32                | Barbara Guarischi (ITA)               | 102.              |
| 33                | Aude Biannic (FRA)                    | 105.              |
| 34                | Alicia González Blanco (ESP)          | DNF               |
| 35                | Gloria Rodríguez (ESP)                | DNF               |
| 36                | Leah Thomas (USA)                     | 14.               |

| Liv Racing LIV | Liv Racing LIV        | Liv Racing LIV |
| -------------- | --------------------- | -------------- |
| Nr.            | Rytter                | Placering      |
| 41             | Valerie Demey (BEL)   | 46.            |
| 42             | Alison Jackson (CAN)  | 5.             |
| 43             | Jeanne Korevaar (NED) | 19.            |
| 44             | Evy Kuijpers (NED)    | 103.           |
| 45             | Soraya Paladin (ITA)  | 18.            |
| 46             | Marta Jaskulska (POL) | 34.            |

| Canyon-SRAM Racing CSR | Canyon-SRAM Racing CSR         | Canyon-SRAM Racing CSR |
| ---------------------- | ------------------------------ | ---------------------- |
| Nr.                    | Rytter                         | Placering              |
| 51                     | Neve Bradbury (AUS)            | 86.                    |
| 52                     | Alice Barnes (GBR)             | 54.                    |
| 53                     | Katarzyna Niewiadoma (POL)     | 2.                     |
| 54                     | Elise Chabbey (SUI) (landevej) | 38.                    |
| 55                     | Ella Harris (NZL)              | DNF                    |
| 56                     | Alexis Ryan (USA)              | 3.                     |

| Alé BTC Ljubljana ALE | Alé BTC Ljubljana ALE   | Alé BTC Ljubljana ALE |
| --------------------- | ----------------------- | --------------------- |
| Nr.                   | Rytter                  | Placering             |
| 61                    | Marta Bastianelli (ITA) | 32.                   |
| 62                    | Maaike Boogaard (NED)   | 44.                   |
| 63                    | Eugenia Bujak (SLO)     | 8.                    |
| 64                    | Tatiana Guderzo (ITA)   | 108.                  |
| 66                    | Sophie Wright (GBR)     | DNF                   |

| FDJ-Nouvelle Aquitaine-Futuroscope FDJ | FDJ-Nouvelle Aquitaine-Futuroscope FDJ | FDJ-Nouvelle Aquitaine-Futuroscope FDJ |
| -------------------------------------- | -------------------------------------- | -------------------------------------- |
| Nr.                                    | Rytter                                 | Placering                              |
| 71                                     | Stine Borgli (NOR)                     | 10.                                    |
| 72                                     | Brodie Chapman (AUS)                   | 73.                                    |
| 73                                     | Clara Copponi (FRA)                    | 31.                                    |
| 74                                     | Victorie Guilman (FRA)                 | 89.                                    |
| 75                                     | Marie Le Net (FRA)                     | 74.                                    |
| 76                                     | Évita Muzic (FRA)                      | 17.                                    |

| Jumbo-Visma Women Team TJV | Jumbo-Visma Women Team TJV | Jumbo-Visma Women Team TJV |
| -------------------------- | -------------------------- | -------------------------- |
| Nr.                        | Rytter                     | Placering                  |
| 81                         | Teuntje Beekhuis (NED)     | 36.                        |
| 82                         | Anouska Koster (NED)       | 26.                        |
| 83                         | Pernille Mathiesen (DEN)   | DNF                        |
| 85                         | Karlijn Swinkels (NED)     | 27.                        |
| 86                         | Julie Van de Velde (BEL)   | 29.                        |

| Plantur-Pura PLP | Plantur-Pura PLP           | Plantur-Pura PLP |
| ---------------- | -------------------------- | ---------------- |
| Nr.              | Rytter                     | Placering        |
| 91               | Yara Kastelijn (NED)       | 15.              |
| 92               | Aniek van Alphen (NED)     | 69.              |
| 93               | Sanne Cant (BEL)           | 25.              |
| 94               | Julie de Wilde (BEL)       | 96.              |
| 95               | Marthe Truyen (BEL)        | DNF              |
| 96               | Inge van der Heijden (NED) | 42.              |

| Doltcini-Van Eyck-Proximus DVE | Doltcini-Van Eyck-Proximus DVE | Doltcini-Van Eyck-Proximus DVE |
| ------------------------------ | ------------------------------ | ------------------------------ |
| Nr.                            | Rytter                         | Placering                      |
| 101                            | Marieke de Groot (NED)         | DNF                            |
| 102                            | Amber Aernouts (NED)           | DNF                            |
| 103                            | Victoire Berteau (FRA)         | DNF                            |
| 104                            | Nicole Steigenga (NED)         | 79.                            |
| 105                            | Jade Lenaers (BEL)             | DNF                            |
| 106                            | Fien Van Eynde (BEL)           | 93.                            |

| Lotto Soudal Ladies LSL | Lotto Soudal Ladies LSL  | Lotto Soudal Ladies LSL |
| ----------------------- | ------------------------ | ----------------------- |
| Nr.                     | Rytter                   | Placering               |
| 111                     | Anna Plichta (POL)       | 99.                     |
| 112                     | Elise vander Sande (BEL) | 76.                     |
| 113                     | Lone Meertens (BEL)      | DNF                     |
| 114                     | Hanna Nilsson (SWE)      | 12.                     |
| 115                     | Abby-Mae Parkinson (GBR) | 84.                     |

| Arkéa Pro Cycling Team ARK | Arkéa Pro Cycling Team ARK    | Arkéa Pro Cycling Team ARK |
| -------------------------- | ----------------------------- | -------------------------- |
| Nr.                        | Rytter                        | Placering                  |
| 121                        | Pauline Allin (FRA)           | DNF                        |
| 122                        | Charlotte Becker (GER)        | 88.                        |
| 123                        | Léa Curinier (FRA)            | 87.                        |
| 124                        | Sandra Levenez (FRA)          | 107.                       |
| 125                        | Amandine Fouquenet (FRA)      | 65.                        |
| 126                        | Marie-Morgane Le Deunff (FRA) | DNF                        |

| Bingoal-Chevalmeire CCT | Bingoal-Chevalmeire CCT   | Bingoal-Chevalmeire CCT |
| ----------------------- | ------------------------- | ----------------------- |
| Nr.                     | Rytter                    | Placering               |
| 141                     | Claudia Jongerius (NED)   | DNF                     |
| 142                     | Caren Commissaris (NED)   | DNF                     |
| 143                     | Justine Ghekiere (BEL)    | DNF                     |
| 144                     | Demmy Druyts (BEL)        | DNF                     |
| 145                     | Kelly Van den Steen (BEL) | 80.                     |
| 146                     | Thalita de Jong (NED)     | 13.                     |

| Parkhotel Valkenburg PHV | Parkhotel Valkenburg PHV  | Parkhotel Valkenburg PHV |
| ------------------------ | ------------------------- | ------------------------ |
| Nr.                      | Rytter                    | Placering                |
| 151                      | Leonie Bos (NED)          | DNF                      |
| 152                      | Lieke Nooijen (NED)       | 70.                      |
| 153                      | Pien Limpens (NED)        | 66.                      |
| 154                      | Femke Markus (NED)        | 56.                      |
| 155                      | Julia Van Bokhoven (NED)  | 45.                      |
| 156                      | Kirstie van Haaften (NED) | DNF                      |

| Tibco-Silicon Valley Bank TIB | Tibco-Silicon Valley Bank TIB | Tibco-Silicon Valley Bank TIB |
| ----------------------------- | ----------------------------- | ----------------------------- |
| Nr.                           | Rytter                        | Placering                     |
| 161                           | Eva Buurman (NED)             | 37.                           |
| 162                           | Kristen Faulkner (USA)        | 51.                           |
| 163                           | Sarah Gigante (AUS)           | 11.                           |
| 164                           | Nina Kessler (NED)            | 55.                           |
| 165                           | Tanja Erath (GER)             | 85.                           |
| 166                           | Eri Yonamine (JPN)            | 52.                           |

| Valcar-Travel & Service VAL | Valcar-Travel & Service VAL | Valcar-Travel & Service VAL |
| --------------------------- | --------------------------- | --------------------------- |
| Nr.                         | Rytter                      | Placering                   |
| 171                         | Elena Pirrone (ITA)         | DNF                         |
| 172                         | Vittoria Guazzini (ITA)     | 4.                          |
| 173                         | Silvia Persico (ITA)        | 71.                         |
| 174                         | Silvia Pollicini (ITA)      | DNF                         |
| 175                         | Martina Alzini (ITA)        | DNF                         |
| 176                         | Margaux Vigie (FRA)         | DNF                         |

| A.R. Monex Women's ASA | A.R. Monex Women's ASA        | A.R. Monex Women's ASA |
| ---------------------- | ----------------------------- | ---------------------- |
| Nr.                    | Rytter                        | Placering              |
| 181                    | Katia Ragusa (ITA)            | 60.                    |
| 182                    | Marija Novolodskaja (RUS)     | 28.                    |
| 183                    | Lizbeth Salazar (MEX)         | 35.                    |
| 184                    | Jade Teolis (FRA)             | DNF                    |
| 185                    | Maria Vittoria Sperotto (ITA) | 57.                    |
| 186                    | Mariia Miliaeva (RUS)         | DNF                    |

| Massi Tactic MAT | Massi Tactic MAT                      | Massi Tactic MAT |
| ---------------- | ------------------------------------- | ---------------- |
| Nr.              | Rytter                                | Placering        |
| 191              | Agua Marina Espinola (PAR) (landevej) | DNF              |
| 192              | Mireia Benito (ESP)                   | 64.              |
| 193              | Maaike Coljé (NED)                    | 75.              |
| 194              | Mireia Trias (ESP)                    | DNF              |
| 195              | Vita Heine (NOR)                      | 90.              |
| 196              | Špela Kern (SLO)                      | 41.              |

| Coop-Hitec Products HPU | Coop-Hitec Products HPU  | Coop-Hitec Products HPU |
| ----------------------- | ------------------------ | ----------------------- |
| Nr.                     | Rytter                   | Placering               |
| 201                     | Caroline Andersson (SWE) | DNF                     |
| 202                     | Mieke Kröger (GER)       | DNF                     |
| 203                     | Amalie Lutro (NOR)       | 68.                     |
| 204                     | Ann Helen Olsen (NOR)    | DNF                     |
| 205                     | Ingvild Gåskjenn (NOR)   | 58.                     |
| 206                     | Anne Dorthe Ysland (NOR) | DNF                     |

| Drops-Le Col DRP | Drops-Le Col DRP        | Drops-Le Col DRP |
| ---------------- | ----------------------- | ---------------- |
| Nr.              | Rytter                  | Placering        |
| 211              | María Martins (POR)     | DNF              |
| 212              | Dani Christmas (GBR)    | 62.              |
| 213              | Alice Towers (GBR)      | 94.              |
| 214              | Sara Penton (SWE)       | 40.              |
| 215              | Elise Marie Olsen (NOR) | DNF              |
| 216              | April Tacey (GBR)       | 81.              |

| Lviv Cycling Team LCW | Lviv Cycling Team LCW         | Lviv Cycling Team LCW |
| --------------------- | ----------------------------- | --------------------- |
| Nr.                   | Rytter                        | Placering             |
| 221                   | Lauren Creamer (IRL)          | DNF                   |
| 222                   | Naomi de Roeck (BEL)          | 61.                   |
| 223                   | Anna Nahirna (UKR) (landevej) | DNF                   |
| 224                   | Bronwyn Macgregor (NZL)       | 100.                  |
| 225                   | Olena Sharha (UKR)            | 97.                   |
| 226                   | Hanna Solovej (UKR)           | 59.                   |

| Multum Accountants MUL | Multum Accountants MUL  | Multum Accountants MUL |
| ---------------------- | ----------------------- | ---------------------- |
| Nr.                    | Rytter                  | Placering              |
| 231                    | Anna Badegruber (AUT)   | DNF                    |
| 232                    | Marijke de Smedt (BEL)  | DNF                    |
| 233                    | Fien Delbaere (BEL)     | 78.                    |
| 234                    | Ann-Sophie Duyck (BEL)  | 67.                    |
| 235                    | Céline van Houtum (NED) | 77.                    |
| 236                    | Kylie Waterreus (NED)   | 63.                    |

| Aromitalia-Basso Bikes-Vaiano VAI | Aromitalia-Basso Bikes-Vaiano VAI | Aromitalia-Basso Bikes-Vaiano VAI |
| --------------------------------- | --------------------------------- | --------------------------------- |
| Nr.                               | Rytter                            | Placering                         |
| 241                               | Olivija Baleišytė (LTU)           | DNF                               |
| 242                               | Giada Borghesi (ITA)              | DNF                               |
| 243                               | Letizia Borghesi (ITA)            | 91.                               |
| 244                               | Inga Čilvinaitė (LTU)             | 92.                               |
| 245                               | Rasa Leleivytė (LTU)              | 33.                               |
| 246                               | Gemma Sernissi (ITA)              | DNF                               |

| NXTG Racing NXG | NXTG Racing NXG            | NXTG Racing NXG |
| --------------- | -------------------------- | --------------- |
| Nr.             | Rytter                     | Placering       |
| 251             | Cathalijne Hoolwerf (NED)  | DNF             |
| 252             | Rozemarijn Ammerlaan (NED) | DNF             |
| 253             | Julia Borgström (SWE)      | DNF             |
| 254             | Ilse Pluimers (NED)        | 95.             |
| 255             | Amelia Sharpe (GBR)        | 72.             |
| 256             | Catalina Soto (CHI)        | DNF             |

| Rupelcleaning-Champion lubricants RUP | Rupelcleaning-Champion lubricants RUP | Rupelcleaning-Champion lubricants RUP |
| ------------------------------------- | ------------------------------------- | ------------------------------------- |
| Nr.                                   | Rytter                                | Placering                             |
| 261                                   | Svenja Betz (GER)                     | 98.                                   |
| 262                                   | Mia Griffin (IRL)                     | DNF                                   |
| 263                                   | Antonia Gröndahl (FIN)                | 101.                                  |
| 264                                   | Isabelle Beckers (BEL)                | DNF                                   |
| 265                                   | Alice Sharpe (IRL)                    | 83.                                   |
| 266                                   | Sara Van de Vel (BEL)                 | 47.                                   |

| Stade Rochelais Charente-Maritime CMW | Stade Rochelais Charente-Maritime CMW | Stade Rochelais Charente-Maritime CMW |
| ------------------------------------- | ------------------------------------- | ------------------------------------- |
| Nr.                                   | Rytter                                | Placering                             |
| 271                                   | Noémie Abgrall (FRA)                  | DNF                                   |
| 272                                   | Coralie Demay (FRA)                   | DNF                                   |
| 273                                   | India Grangier (FRA)                  | 39.                                   |
| 274                                   | Elodie Le Bail (FRA)                  | DNF                                   |
| 275                                   | Maëva Squiban (FRA)                   | DNF                                   |
| 276                                   | Noemi Rüegg (SUI)                     | 23.                                   |

| Bizkaia-Durango BDP | Bizkaia-Durango BDP        | Bizkaia-Durango BDP |
| ------------------- | -------------------------- | ------------------- |
| Nr.                 | Rytter                     | Placering           |
| 281                 | Sandra Alonso (ESP)        | DNF                 |
| 282                 | Yurani Blanco Calbet (ESP) | DNF                 |
| 283                 | Daniela Campos (POR)       | DNF                 |
| 284                 | Emilie Fortin (CAN)        | DNF                 |
| 285                 | Nadine Gill (GER)          | DNF                 |
| 286                 | Elizabeth Holden (GBR)     | DNF                 |